# Trottinette

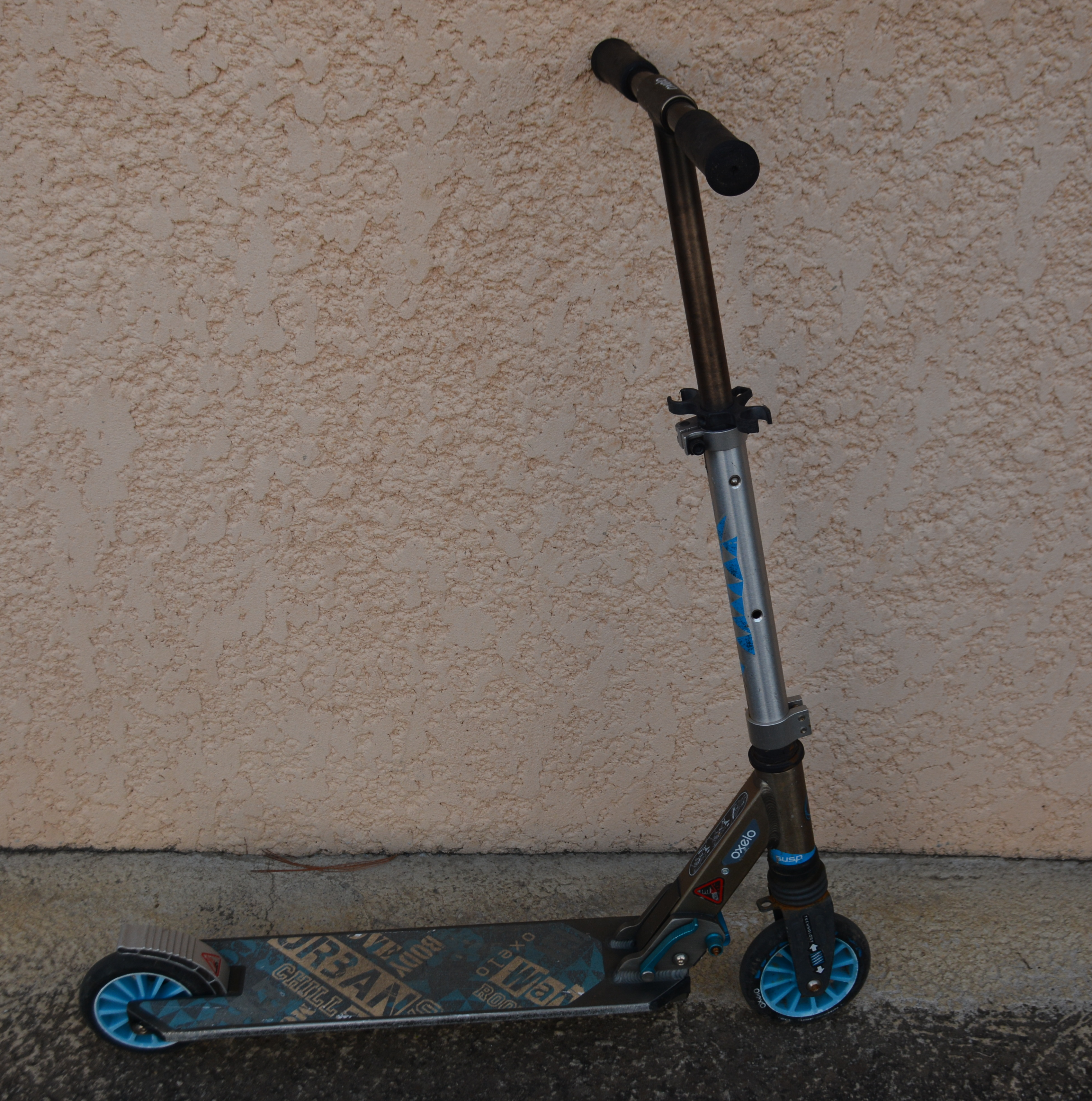
Trottinette.

 (juillet 2011).
Si vous disposez d'ouvrages ou d'articles de référence ou si vous connaissez des sites web de qualité traitant du thème abordé ici, merci de compléter l'article en donnant les références utiles à sa vérifiabilité et en les liant à la section « Notes et références ».
La trottinette ou patinette est un engin de déplacement personnel (EDP) composé d'une planche portée par deux ou trois roues et d'un guidon. Il permet de se déplacer, un pied posé sur la planche, l'autre étant utilisé pour se propulser par poussée au sol. 
Elle est devenue un moyen de transport individuel urbain depuis les années 2010 souvent équipée d'une motorisation électrique.
La trottinette se différencie de la planche à roulettes par le nombre de roues, la présence d'un guidon qui permet de diriger la roue avant, et la position de face qu'on y adopte.
Les trottinettes ont deux roues, les patinettes en ont au moins trois.
Les trottinettes actuelles sont généralement en aluminium et pliables. D'autres, pour les enfants, sont en plastique et ne se plient pas.
Un modèle a existé dans les années 1950, muni d'une pédale à enfoncer, qui actionnait une chaîne entraînant un pignon à roue libre sur la roue arrière, avec un rappel par ressort : en appuyant de façon rapide et répétée sur la pédale, il était possible de rouler de façon prolongée sans remettre le pied par terre.
Depuis la fin des années 1990, la trottinette revient à la mode chez les jeunes et même chez les hommes d'affaires dans les pays anglo-saxons. C'est un moyen de transport actif bien adapté à l'intermodalité. La trottinette est devenue un moyen de transport prisé chez les jeunes pour se déplacer en soirée. Elle permet en effet de mélanger sport et rapidité de trafic (et un retour sans problème d'alcool au volant).
Avec les changements climatiques et les préoccupations écologiques, la trottinette devient un moyen de transport incontournable qui envahit les villes. Les adultes se sont approprié ce nouveau moyen de transport économique et écologique qui possède beaucoup d'avantages pour gagner du temps en ville. Voir un adulte sur une trottinette n'est plus considéré comme ridicule, cela devient beaucoup plus courant et surtout accepté qu'auparavant.
La trottinette revient, depuis quelques années, comme source d'inspiration chez certains concepteurs.
En ville, on se déplace en moyenne à 10 km/h.

## Histoire

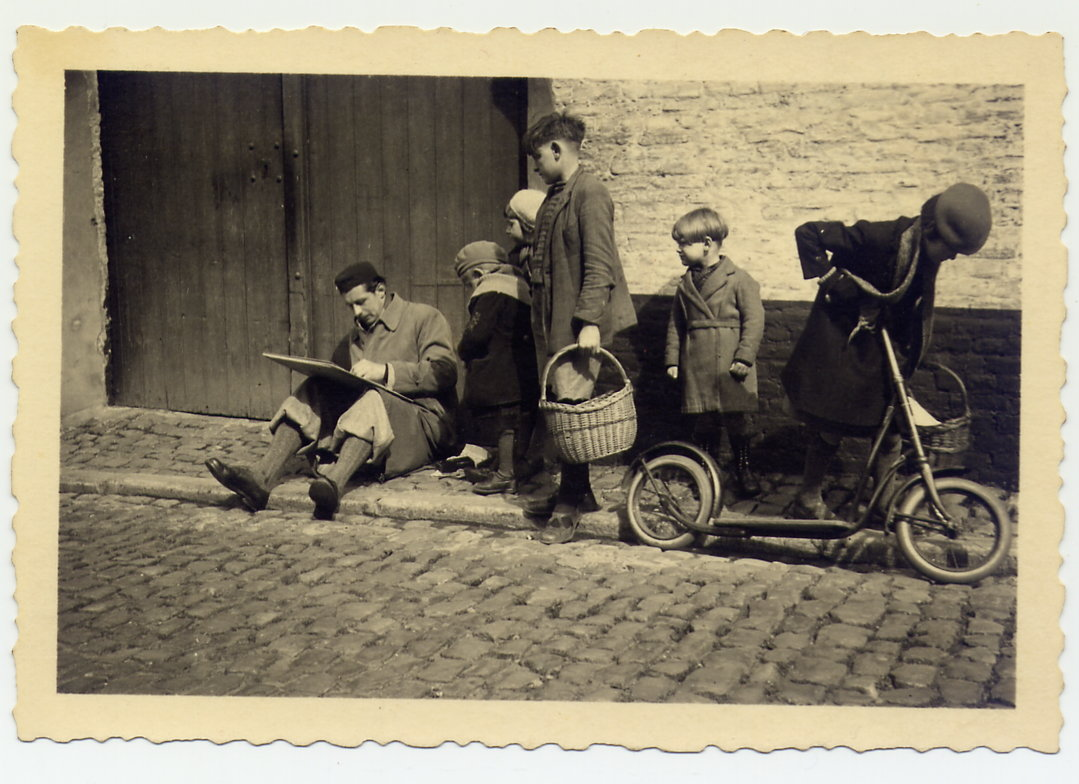
Scène de rue en 1936, avec une trottinette en métal et bois. Photo par Léon van Dievoet.

Au début du XXe siècle, dépourvue de moteur, elle est un jouet pour enfants. La trottinette proche des modèles connus aujourd'hui est créée pendant la crise des années 1930, en bois, puis avec une armature en métal et un socle en bois.
Elle est vendue comme jouet d'enfant à partir des années 1950, comme le montre par exemple, en France, les catalogues de la firme Kratz-Boussac (Jouets K-B ou Euréka). Les trottinettes sont dès cette époque équipées d'une pédale pour faire tourner la roue.

## Trottinette à moteur

### Essence
Un prototype de trottinette à moteur à explosion est montré à Paris en 1917 par  M. Charron et proposé à la presse : il s'agit d'une invention américaine dont le brevet est déposé par Ogden Bolton Jr. en 1895.
Le constructeur allemand Krupp a produit de 1919 à 1922 des trottinettes motorisées. Il utilisa un brevet à l'origine américain. Arthur Hugo Cecil Gibson l'avait déposé le 27 décembre 1916.
Depuis la fin des années 1980, des progrès similaires réalisés sur les petits moteurs à essence (d'un poids d'un à deux kilogrammes) dans l'industrie des débroussailleuses ont permis d'adapter ces moteurs sur des trottinettes, et ont donné naissance à un nouveau sport en plein développement aux États-Unis. Cela inclut des courses de distance sur route, des courses sur circuit, des compétitions de saut acrobatique, et bien d'autres disciplines.

### Électrique
Les  progrès en motorisation électrique au niveau des batteries électro-chimiques plus légères, des moteurs à rendement amélioré, de l'électronique de commande permettent actuellement de motoriser la trottinette pour en faire une aide efficace à la marche du piéton, réduisant notablement sa fatigue sur une longue distance lorsque l'état du sol le permet, c'est-à-dire faible déclivité et bon entretien du revêtement des trottoirs.
À côté des modèles traditionnels fabriqués aux États-Unis, on trouve maintenant de plus en plus de modèles utilisant des technologies électriques (moteur roue, brushless, à courroie...).

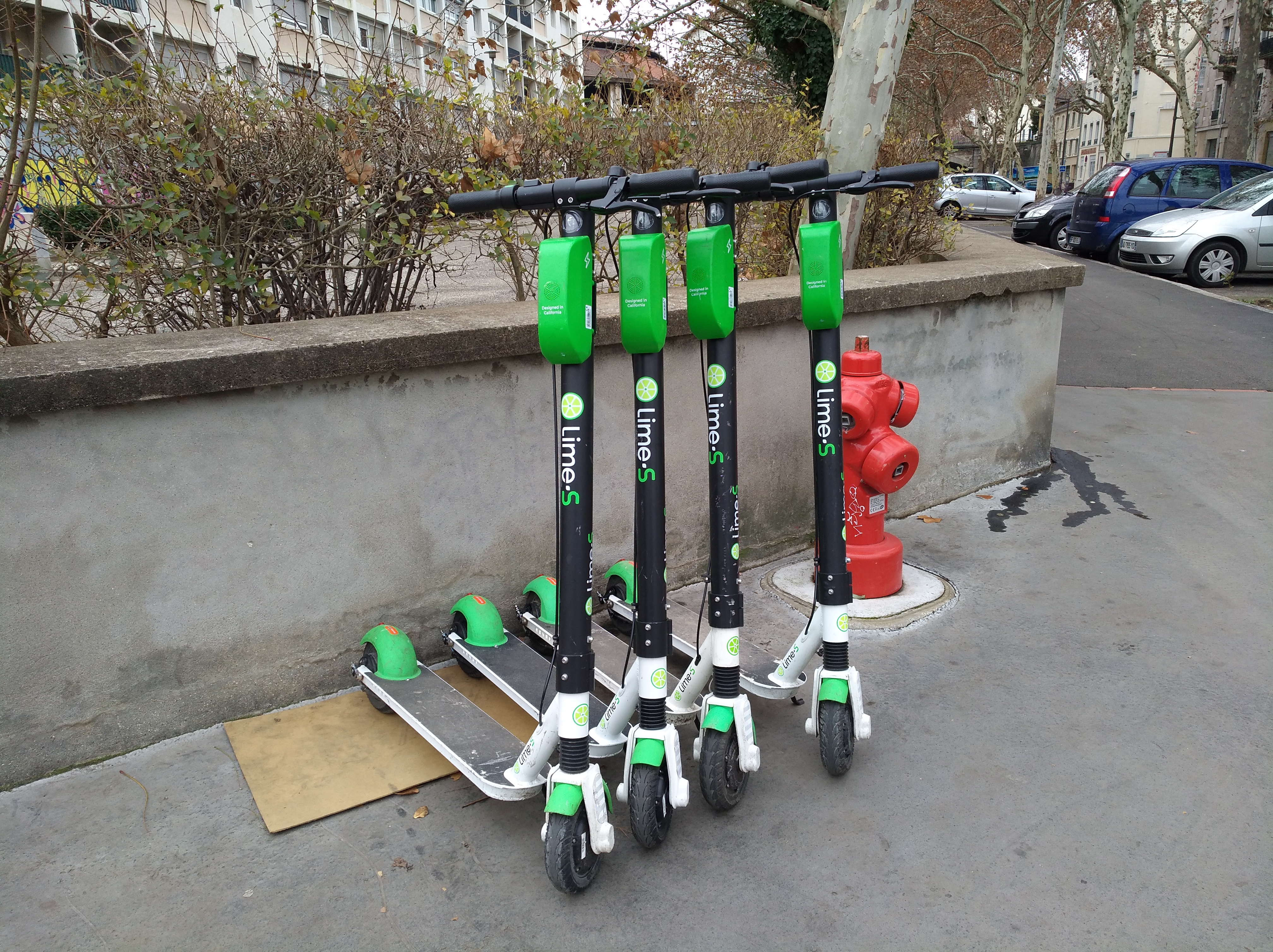
Trottinettes électriques en libre-service à Lyon.

Les trottinettes légères sont bien adaptées au transport combiné. En France, les services publics reconnaissent leur utilisation en tant que jeu, leur autorisation selon le code des piétons et le principe de prudence.
Depuis 2017, des trottinettes électriques en libre-service font leur apparition dans de nombreuses villes. Ces trottinettes ne sont pas liées à une station de stockage et sont mises en place et récupérées quotidiennement par l'entreprise gérant la flotte pour procéder au rechargement des batteries. L'absence de station de stockage cause de nombreux problèmes (encombrement des trottoirs, dégradations…) et les villes réfléchissent à réglementer leur utilisation.

### Assurance des trottinettes électriques
En Allemagne, la conduite d'une trottinette électrique requiert une assurance de responsabilité civile automobile, dont la preuve est matérialisée par une vignette apposée à la machine pour informer les forces de l'ordre sur l'assurance de la trottinette.
Lorsque la trottinette électrique est louée, le loueur peut ne pas avoir assuré la trottinette, selon les conditions générales d’utilisation. Dans ce cas, c'est à l'usager de la trottinette de l'être.
En France, « À la suite d’un accident et en l’absence d’assurance responsabilité civile, la victime va être prise en charge par le Fonds de garantie des assurances obligatoires qui pourra se retourner ensuite contre le conducteur de la trottinette. Si la victime devient tétraplégique, les indemnités peuvent atteindre plusieurs millions d’euros. » Dans ce pas, le défaut d'assurance peut être puni d'une amende de 500 euros.

### Législation en France
Depuis 2017 — 1,73 million de ventes cette année-là en France —, l'essor des engins de déplacement personnel conduit à une augmentation du nombre d'accidents.
Ces accidents appellent une nouvelle législation en France, similaire à la législation cyclable, qui sous peine d'une amende de 135 euros interdira la circulation de ces engins à moteur sur les trottoirs.
Elle s'accompagne d'une vitesse maximale de 25 km/h sous peine d'amende de 1 500 euros.
Jusqu'en 2019, en vertu de l'article R311-1 du Code de la route, seules les trottinettes à moteur ne pouvant circuler à une vitesse supérieure ou égale à 6 km/h sont autorisées sur le trottoir (le conducteur est dans ce cas considéré comme piéton) et seules les trottinettes homologuées (réceptionné avec carte grise) ayant une plaque d'immatriculation et une assurance peuvent circuler sur la route (elles sont dans ce cas assimilées à des cyclomoteurs). Toutes les autres trottinettes à moteur sont interdites sur la voie publique.
À partir du 1er septembre 2019, les règles sont définies, en vertu d'un décret paru le 6 mai 2019 :
- équipement de la trottinette : avertisseur sonore, freins, dispositifs rétro-réflechissants, feux à l'avant et à l'arrière ;
- vitesse limitée à 25 km/h ;
- l'utilisateur doit avoir plus de 12 ans, ne pas transporter de passager, ne pas porter de casque audio ni d'écouteurs. Le casque de protection est conseillé et le port du gilet jaune ou d'un brassard réfléchissant obligatoire la nuit ou en cas de mauvaise visibilité ;
- pas d'utilisation sur le trottoir (sauf poussé à la main ou sans moteur) ;
- en ville : utilisation des bandes et pistes cyclables ou à défaut, sur les chaussées limitées à 50 km/h ;
- hors agglomération : utilisation uniquement sur pistes cyclables ou assimilées ;
- le stationnement est autorisé sur le trottoir que s'il ne gêne pas la circulation des piétons.

À Paris, à partir du 29 juillet 2019, le stationnement des trottinettes électriques sur les trottoirs est interdit.
À partir du 26 octobre 2019, de nouvelles règles applicables à l'usage des trottinettes électriques — et autres engins de déplacement personnel motorisés — sont par décret codifiées dans la partie réglementaire du Code de la route législatif,,. Le décret intègre notamment une section intitulée « Circulation des engins de déplacement personnel motorisés » en position 6 bis, après la section 6 dans le livre 4 : « L'usage des voies » sous le premier titre « Dispositions générales » au deuxième chapitre « Conduite des véhicules et circulation des piétons ».

### Accidents

#### Accidents mortels
En France, on recense la mort de plusieurs personnes à l'occasion d'accidents de trottinette, dont au moins 14 en 2021 (11 morts de janvier à octobre).
En 2017 déjà, avec 284 blessés et 5 morts, une hausse notable du nombre d'accidents d'EDP (catégorie qui inclut trottinette et roller) est constatée avec les chiffres de la sécurité routière. Cette année-là, cinq personnes se sont tuées en EDP. Les deux premières zones concernées en France sont : le département de Paris, avec 49 victimes (morts et blessés confondus), et le Réseau routier de la Seine-Saint-Denis avec 33 victimes. Cette année-là, les personnes en trottinette ou rollers représentent 1 % des piétons tués et 2 % des piétons blessés hospitalisés.
Le premier décès français impliquant un conducteur de trottinette s'est produit en avril 2019 à Levallois-Perret, Hauts-de-Seine.
Le deuxième accident mortel s'est produit à Paris, dans le quartier de la Goutte-d'Or le 11 juin 2019 : le conducteur de trottinette, ayant oublié de respecter un cédez le passage à une priorité à droite s'est jeté sous un camion.
Selon certaines rumeurs, nombre de conducteurs de trottinette ne connaîtraient pas le Code de la route en France.
En 2021, on recense un accident mortel le 12 juin 2021 à Saint-Amour. Deux autres se sont produits à Paris, le 14 juin 2021 puis le 28 juillet 2021, lors d'un heurt avec une ambulance, puis le 25 août 2021 à Clichy, après le heurt avec un autobus.
En décembre 2021, deux accidents mortels ont eu lieu dans les Alpes-Maritimes et un dans l'Essonne.
Des sources non officielles ont compté 11 accidents mortels à trottinette électrique —  neuf locataires et deux propriétaires — en trois semestres aux États-Unis, en 2018, rapportés dans les médias traditionnels.

#### Accidents non mortels
À Austin, dans le Texas, 192 blessures ont été comptées en six mois sur des pratiquants de trottinette électrique, dont la moitié à la tête, dont 15 % de traumatiques. Sur ce nombre, seul 1 % avait protégé sa tête avec un casque.
À Santa Monica, en Californie, sur 249 pratiquants de trottinette blessés, 40 % l'ont été à la tête, avec un taux de port de casque inférieur à 4 %.
La France compte en 2019 200 accidents mensuels de trottinette déclarés en hôpital selon l'association Action contre l'anarchie urbaine vecteur d'incivilités (Apacauvi).

## Trottinette de sport

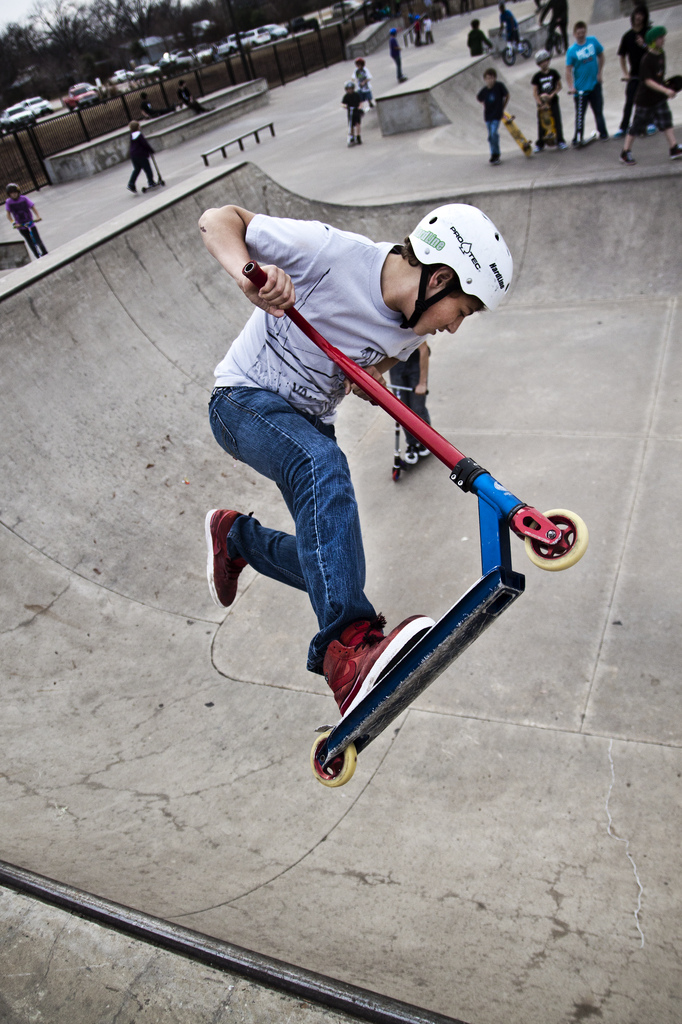
Pratique du freestyle.

### Lefreestyle
Depuis les années 2000 la trottinette est utilisée pour le freestyle (en français, figures libres). Cette pratique, qui vient du BMX, est composée de diverses figures (tricks).
Une compétition de trottinette freestyle a lieu tous les ans en Suisse à Montreux, à Lyon ou encore à Marseille.
Des magazines consacrés au freestyle sont apparus, comme Scoot mag et Scoot nation, en langue anglaise et FrenchToast magazine ou Trottrider Magazine distribués partout à travers le monde en anglais et en français[réf. souhaitée]. Sport à part entière, de nombreuses figures  existent aujourd'hui, ce qui classe le freestyle dans les sports extrêmes.

### Lefootbikeoupédicycle

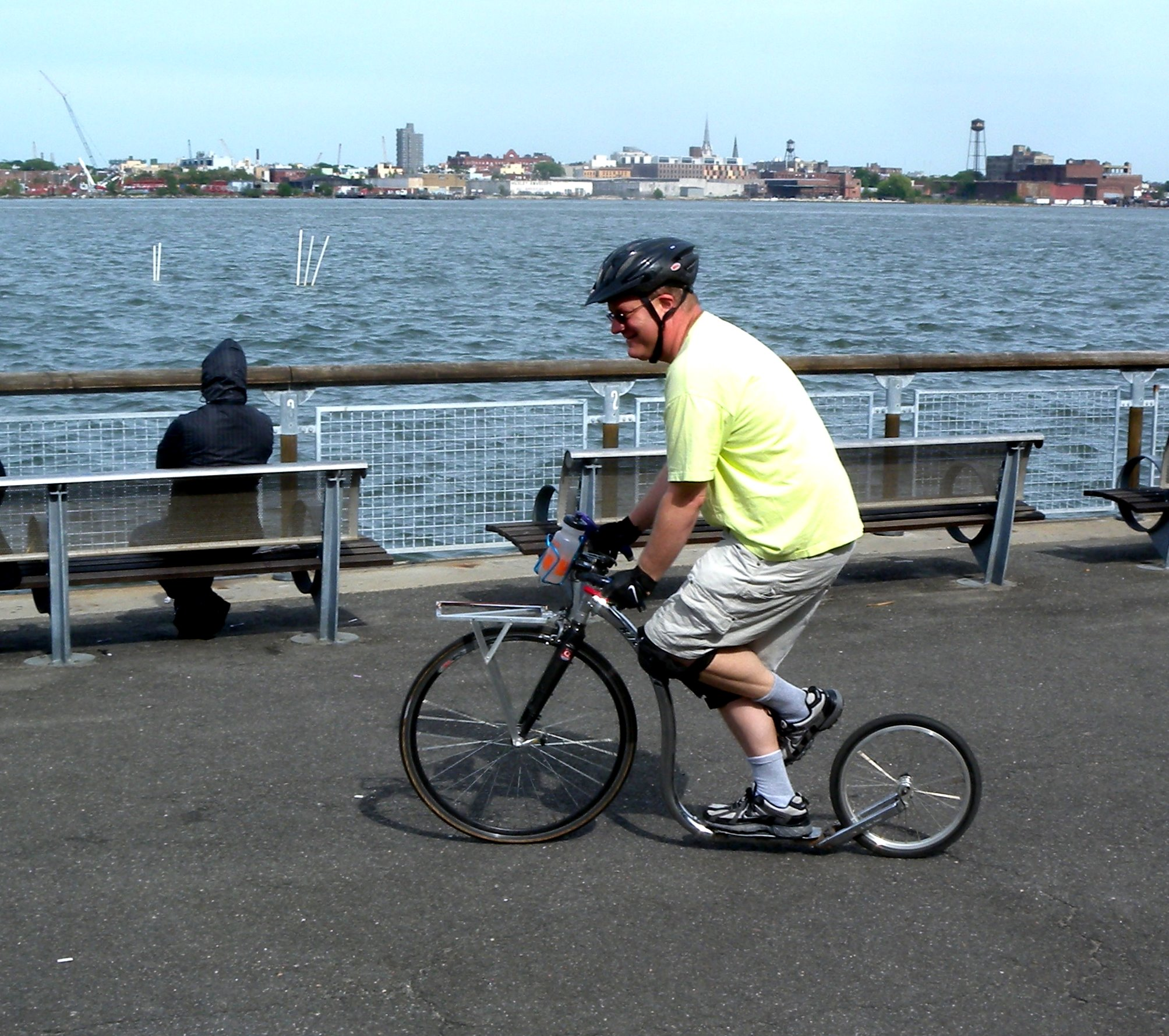
Un footbike.

Cette variante du concept a une roue avant de la taille de celle d'un vélo et une roue arrière bien plus petite. Il est développé en Finlande depuis 1994. L'engin est destiné à la vitesse, à une utilisation sportive. Le nom de Footbike a été choisi par les dirigeants des principaux clubs européens. Depuis, un fabricant se sert de ce nom, pour développer sa propre marque. En français, le nom générique pédicycle tend à se développer et a été utilisé pour la première fois officiellement pour une manche de coupe d'Europe à Lyon en 2012.

## Perception
Quand les adultes préfèrent le vélo à la trottinette, les enfants préfèrent la trottinette au vélo. Ils ne l'utilisent pas pour se déplacer mais pour leur loisir. De nombreux enfants disposent d'une trottinette, toutefois, ils n'en perçoivent pas le danger. En particulier, certains d'entre eux déclarent rouler vite et ne pas porter le casque.